# Kolečkové sporty
Kolečkové sporty (anglicky: Roller Sports) tvoří skupinu sportů uznaných Mezinárodním olympijským výborem.
V České republice je zastřešuje Česká unie kolečkových sportů (ČUKS), která je jako český národní svaz členem Mezinárodní federace kolečkových sportů (FIRS) a dále Českého olympijského výboru (ČOV) a České unie sportu (ČUS), spadá také pod MŠMT.

## Přehled sportů a organizací
| Sport                         | Disciplíny                                                                          | Federace    | Evropské unie | Český svaz                             | Stránky                                                      |
| ----------------------------- | ----------------------------------------------------------------------------------- | ----------- | ------------- | -------------------------------------- | ------------------------------------------------------------ |
| Inline rychlobruslení         | dráha, ovál, silnice, od 200 m až po maraton, štafety, bodovací a vyřazovací závody | FIRS        | CERS          | Český svaz kolečkového bruslení (ČSKB) | cskb-inline.cz                                               |
| Kolečkové krasobruslení       | závodní roller, in-line krasobruslení                                               | WORLD SKATE |               | Český svaz kolečkového krasobruslení   |                                                              |
| Inline hokej                  | IIHF, FIRS                                                                          | IIHF a FIRS |               | Česká asociace inline hokeje (ČAILH)   | inlinehokej.cz                                               |
| Hokej na kolečkových bruslích |                                                                                     | CIRH        | Cerha         | Česká unie kolečkových bruslí (ČUKB)   | nemá                                                         |
| Roller derby                  |                                                                                     | WFTDA       |               | klub Prague City Roller Derby (PCRD)   | roller-derby.cz Archivováno 23. 10. 2020 na Wayback Machine. |
| Inline slalom                 |                                                                                     | FIRS, WIAC  |               | Czech Inline Alipine (CILA)            | czechinline.cz                                               |
| Freestyle bruslení            |                                                                                     | IFSA        |               | České freestyle bruslení (ČFB)         | freestyle-brusleni.cz                                        |
| Skateboarding                 |                                                                                     |             |               |                                        |                                                              |
| další                         |                                                                                     |             |               |                                        |                                                              |

- v přehledu organizační struktury ČUKB jsou zmíněné nepotvrzené informcace o Českém svazu roll hokeje (ČSRH) – Hokej na kolečkových bruslích